# Вьё-лез-Асфельд
Вьё-лез-Асфе́льд (фр. Vieux-lès-Asfeld) — коммуна во Франции, находится в регионе Шампань — Арденны. Департамент коммуны — Арденны. Входит в состав кантона Асфельд. Округ коммуны — Ретель.
Код INSEE коммуны — 08473.
Коммуна расположена приблизительно в 145 км к северо-востоку от Парижа, в 60 км севернее Шалон-ан-Шампани, в 60 км к юго-западу от Шарлевиль-Мезьера.

## Население
Население коммуны на 2008 год составляло 259 человек.
| 1962 | 1968 | 1975 | 1982 | 1990 | 1999 | 2008 |
| ---- | ---- | ---- | ---- | ---- | ---- | ---- |
| 260  | 264  | 254  | 241  | 272  | 266  | 259  |

## Экономика
В 2007 году среди 151 человек в трудоспособном возрасте (15—64 лет) 126 были экономически активными, 25 — неактивными (показатель активности — 83,4 %, в 1999 году было 64,9 %). Из 126 активных работали 119 человек (62 мужчины и 57 женщин), безработных было 7 (4 мужчины и 3 женщины). Среди 25 неактивных 7 человек были учениками или студентами, 10 — пенсионерами, 8 были неактивными по другим причинам.

## Фотогалерея

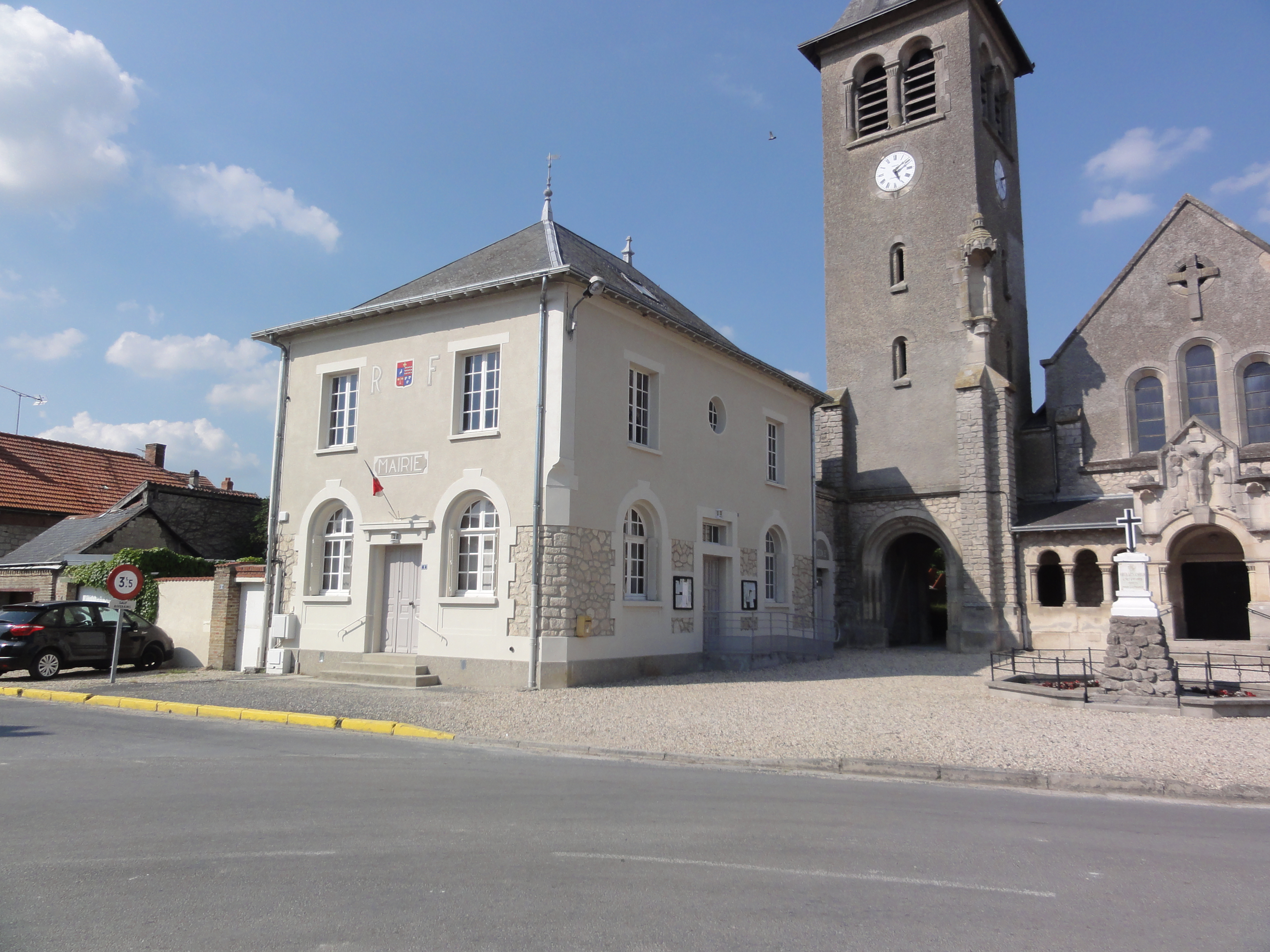
Мэрия
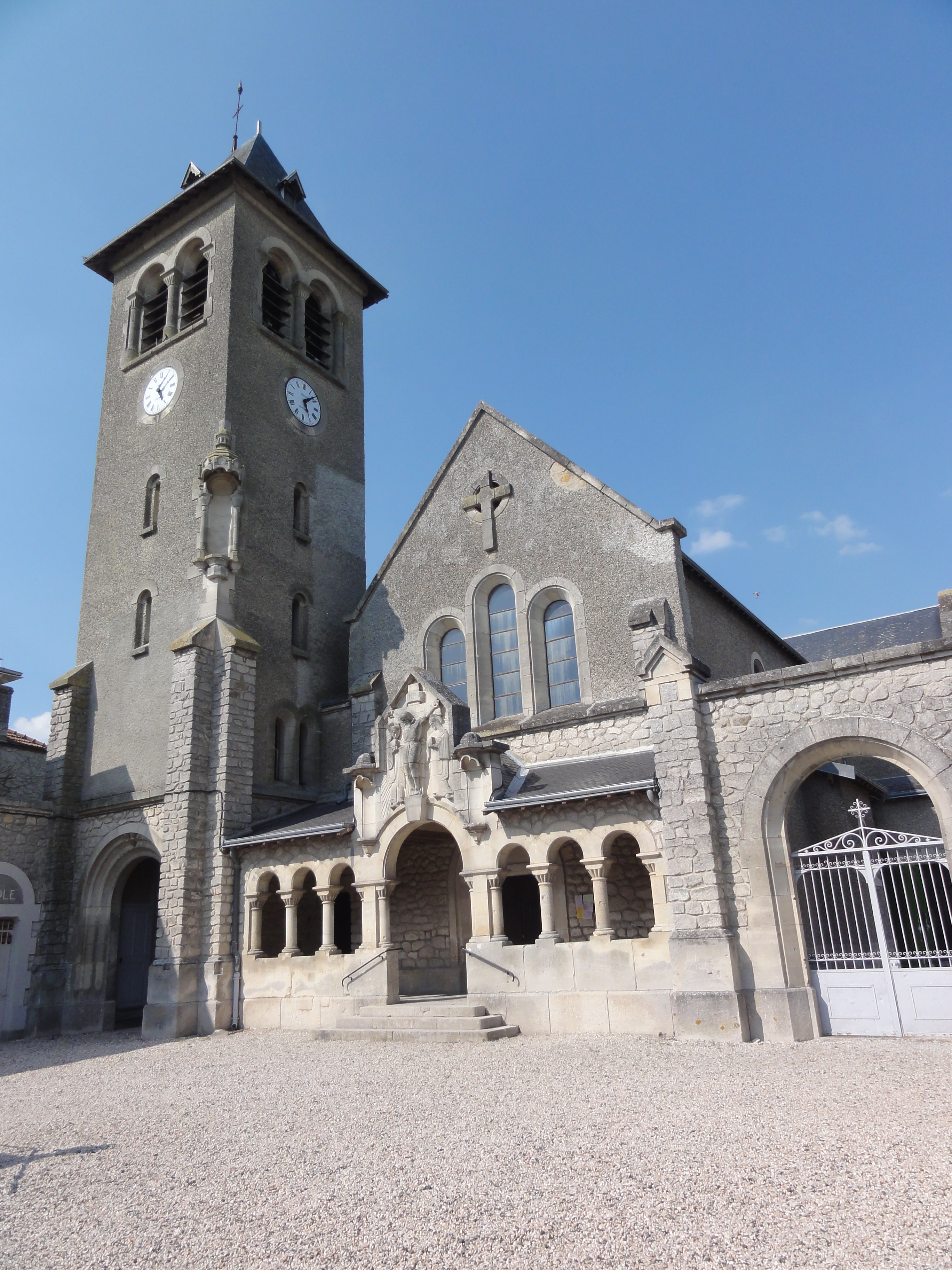
Церковь
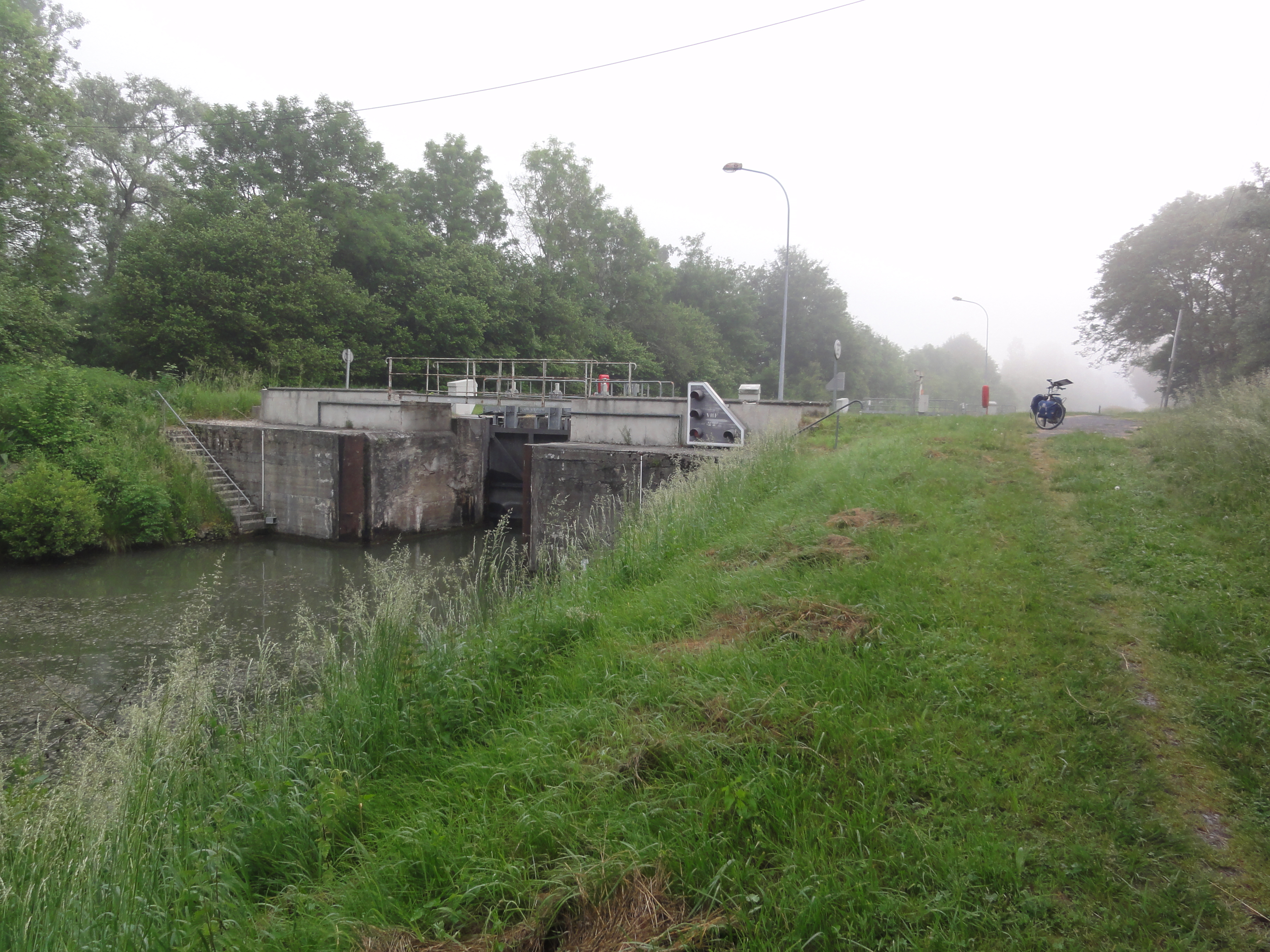
Арденнский канал, шлюз № 14
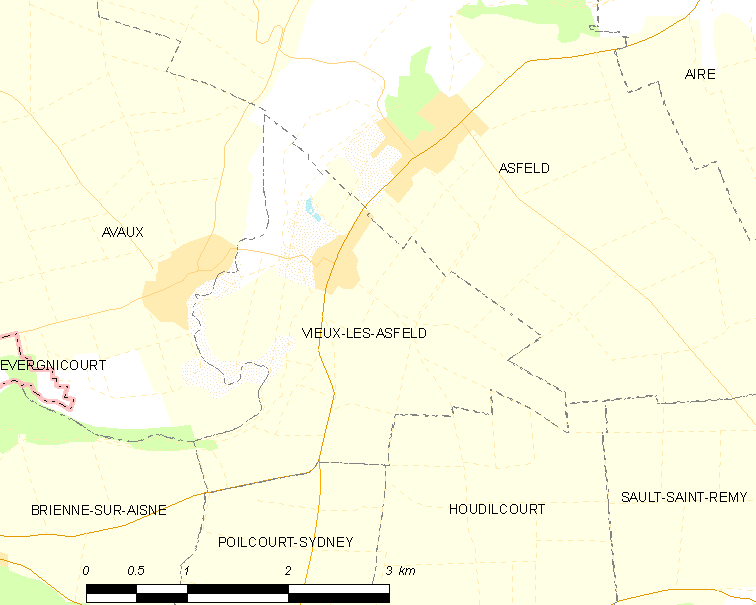
Карта коммуны